# 常青花园站
常青花园站位于中华人民共和国湖北省武汉市东西湖区，是武汉地铁2号线和6号线的地铁换乘站。

## 车站结构

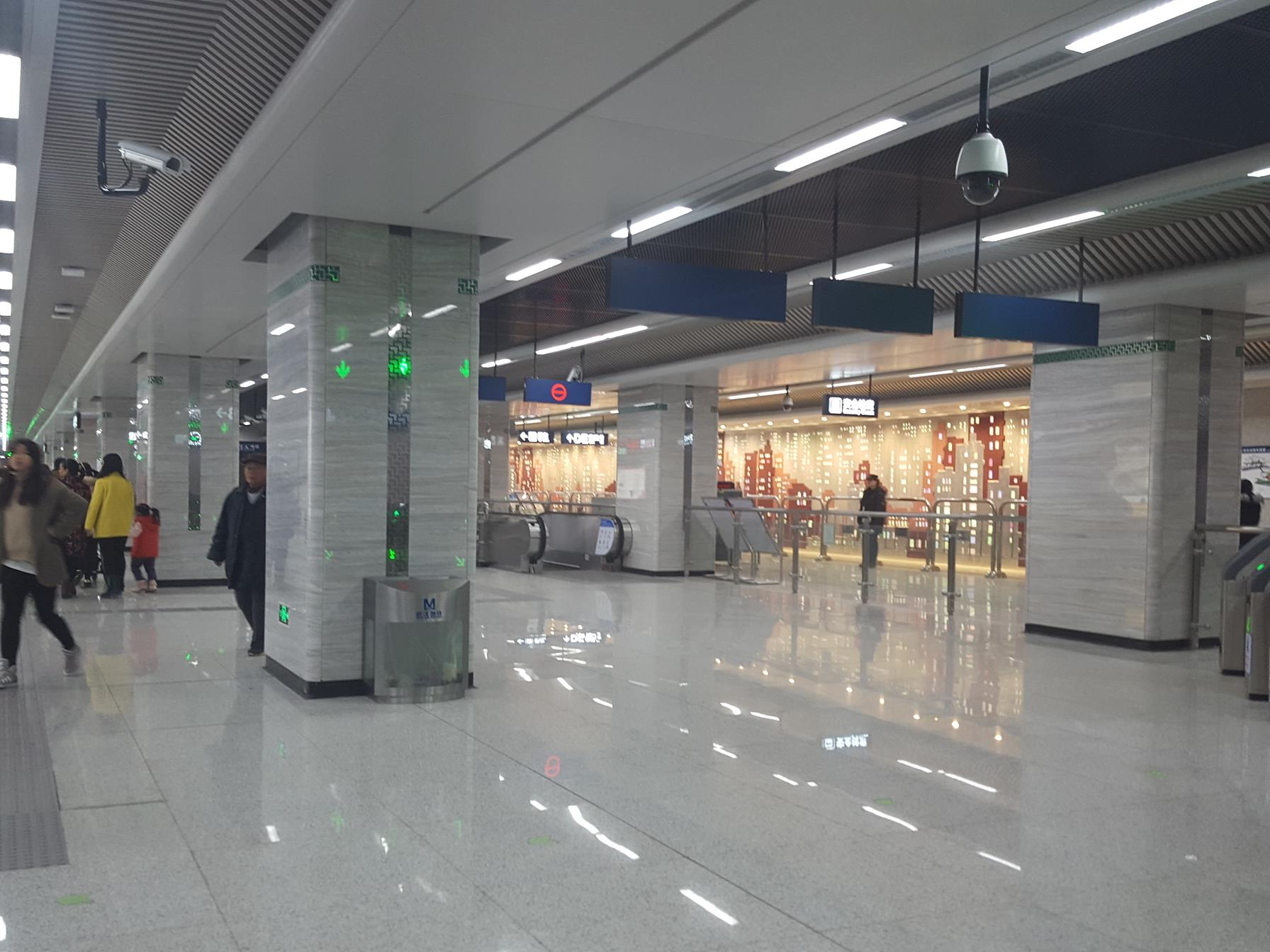
6號線站廳層

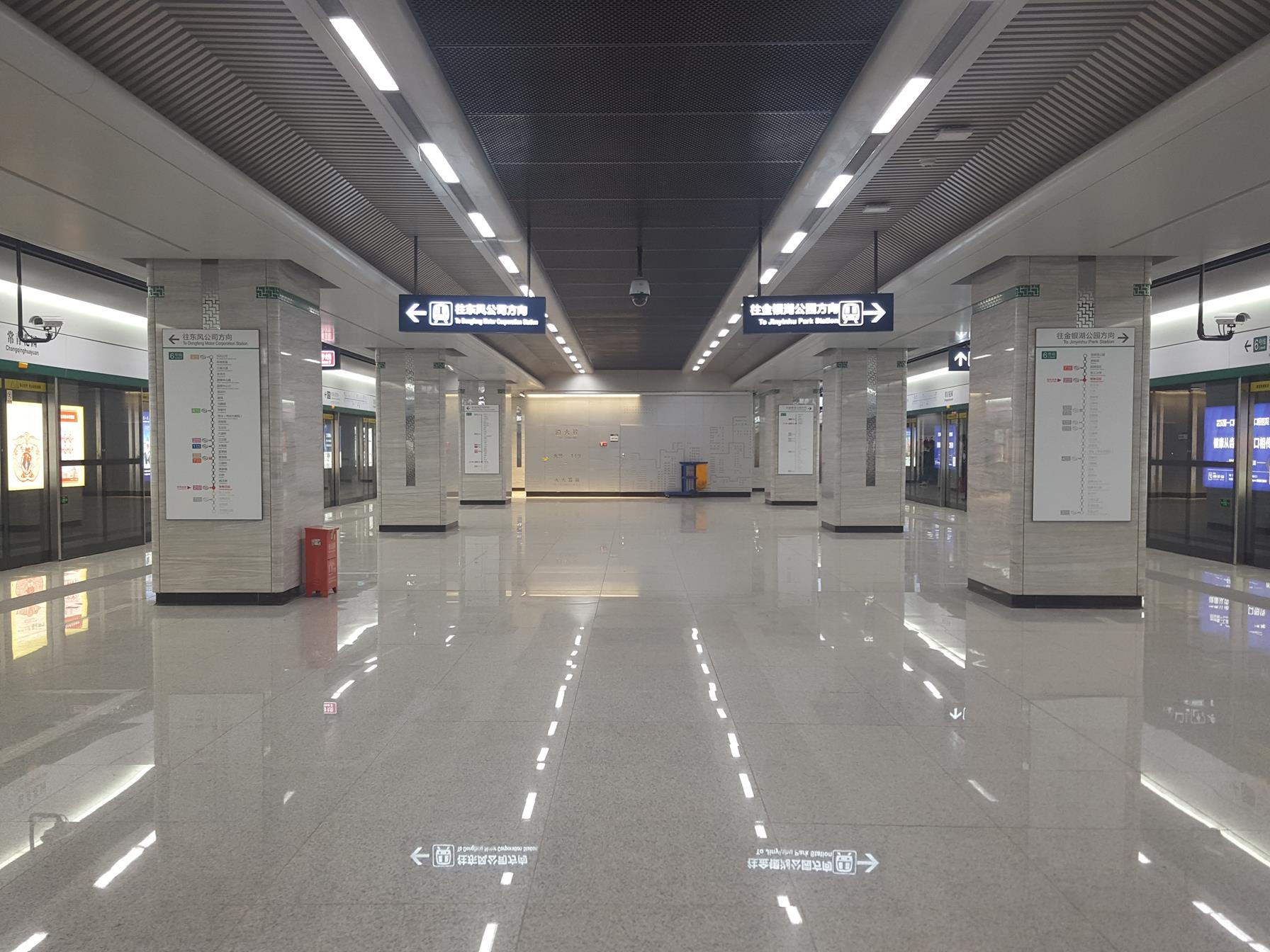
6號線站台

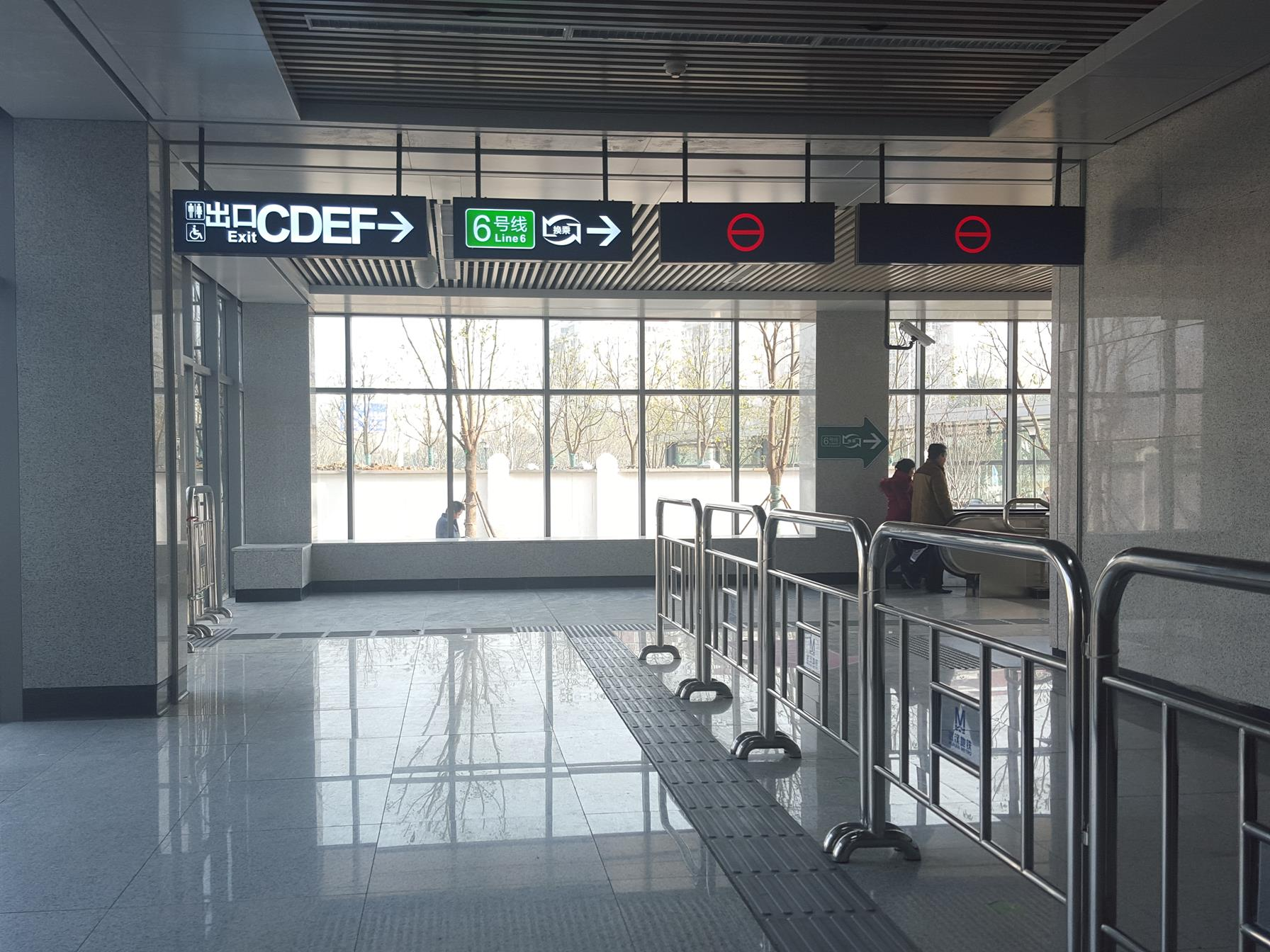
換乘通道，原為2號線車站C出口

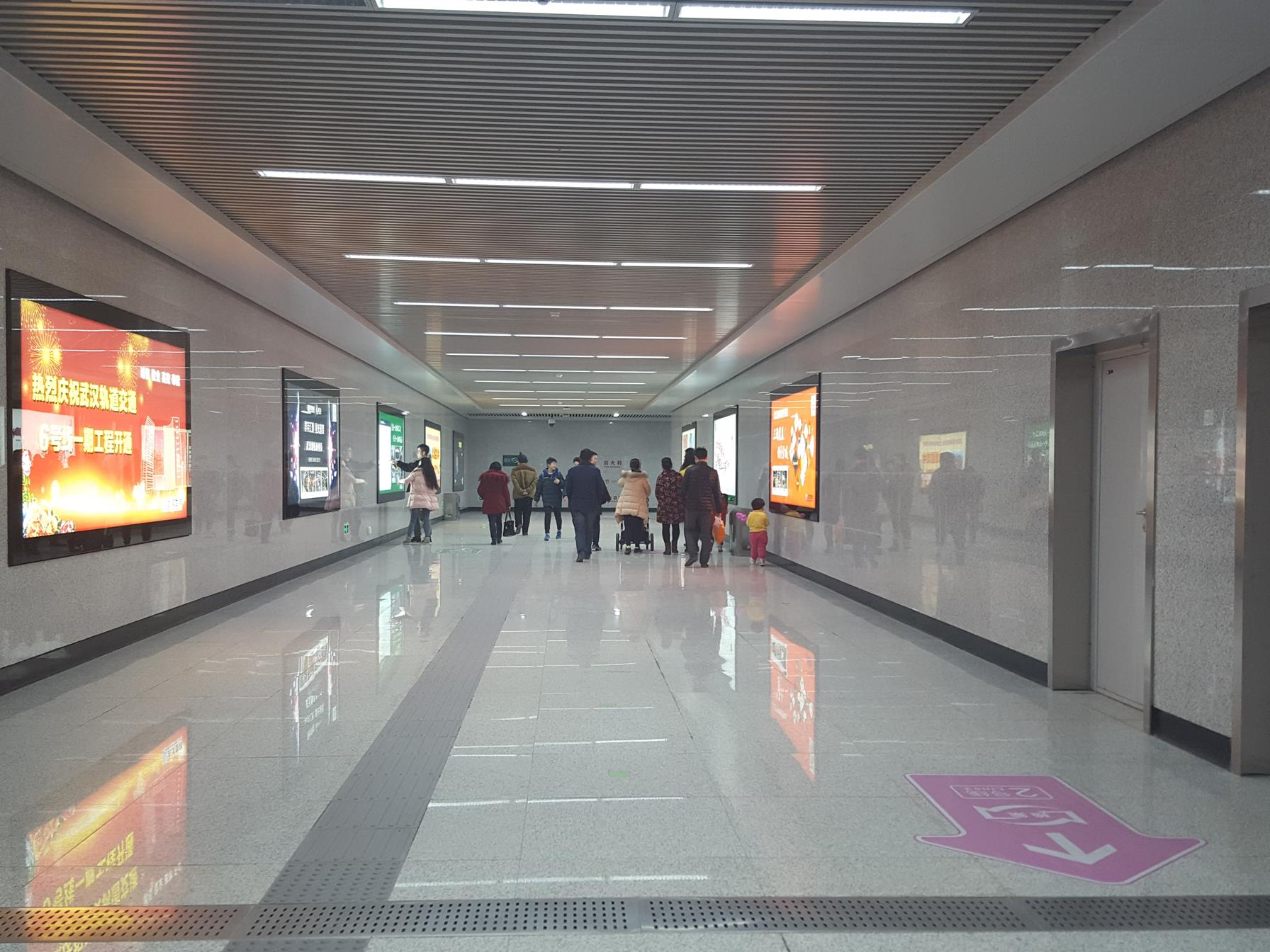
換乘通道

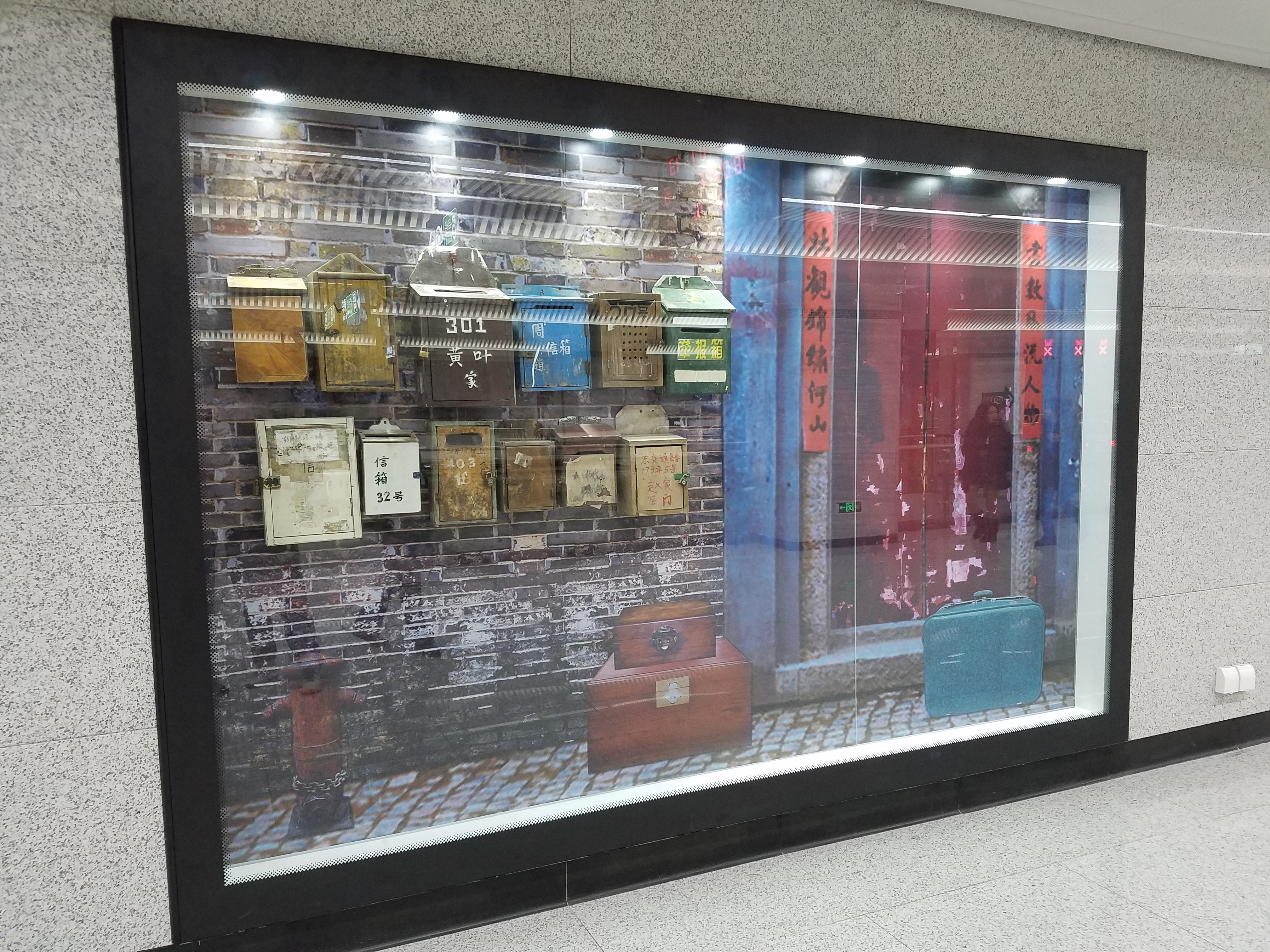
6号线站厅艺术窗

2号线部分位于常青花园花园中路北侧，与花园中路斜交。车站长194.3m，宽18.5m，开挖深度10.71m，总体建筑面积为8931.3㎡。车站为地下一层岛式站台，地面为车站站厅房屋，车站上盖部分是暂未投入使用的汇和城购物中心。
6号线部分位于公园环路与常青花园中路交叉路口的西侧，为地下三层岛式车站，地下一层是站厅，地下二层为设备层，地下三层是站台层。该站比较短，176米，最大埋深26米，相当于8层楼。
本站是2、6号线换乘站，换乘方式为通道换乘。

### 楼层分布

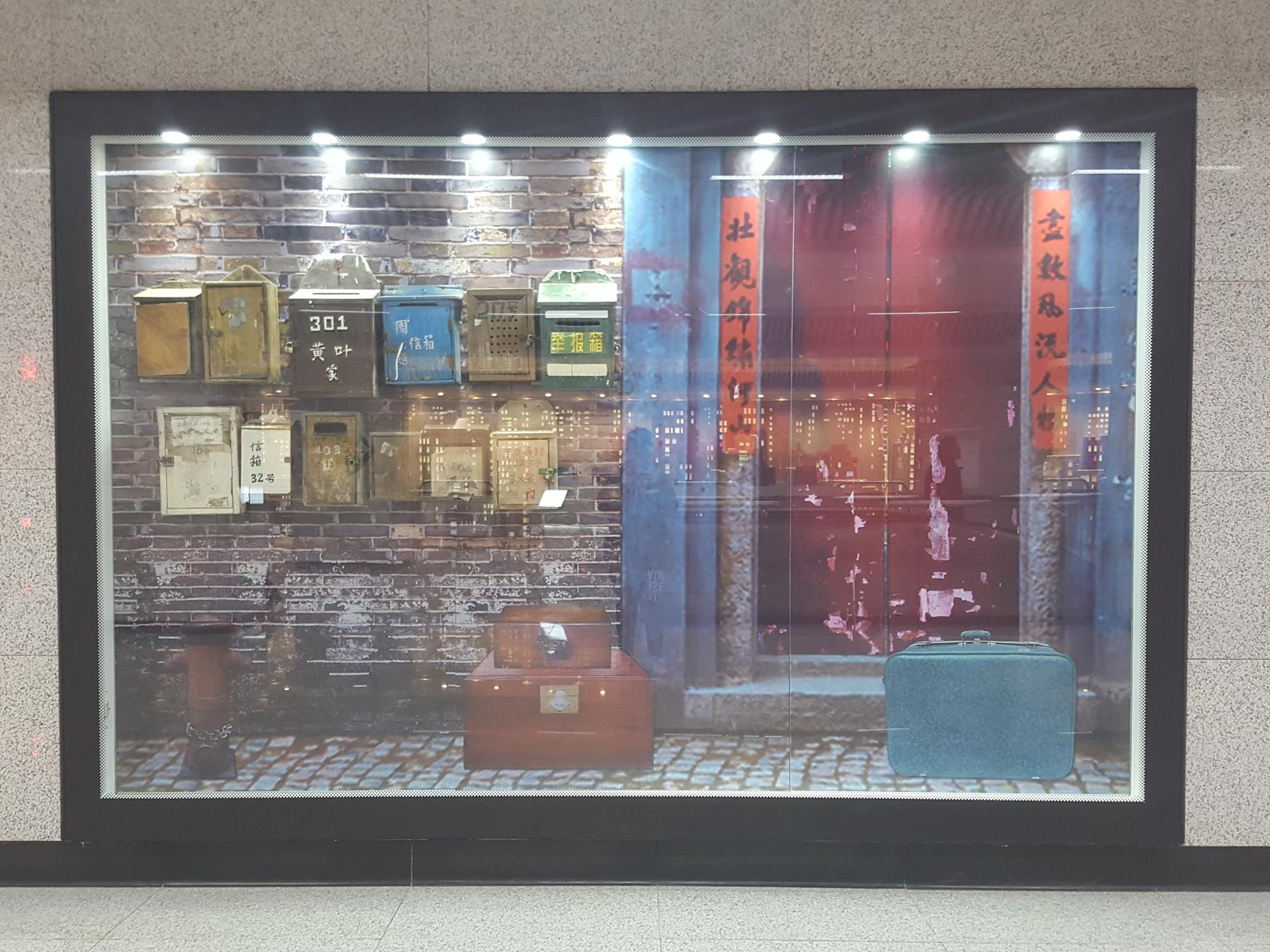
藝術櫥窗
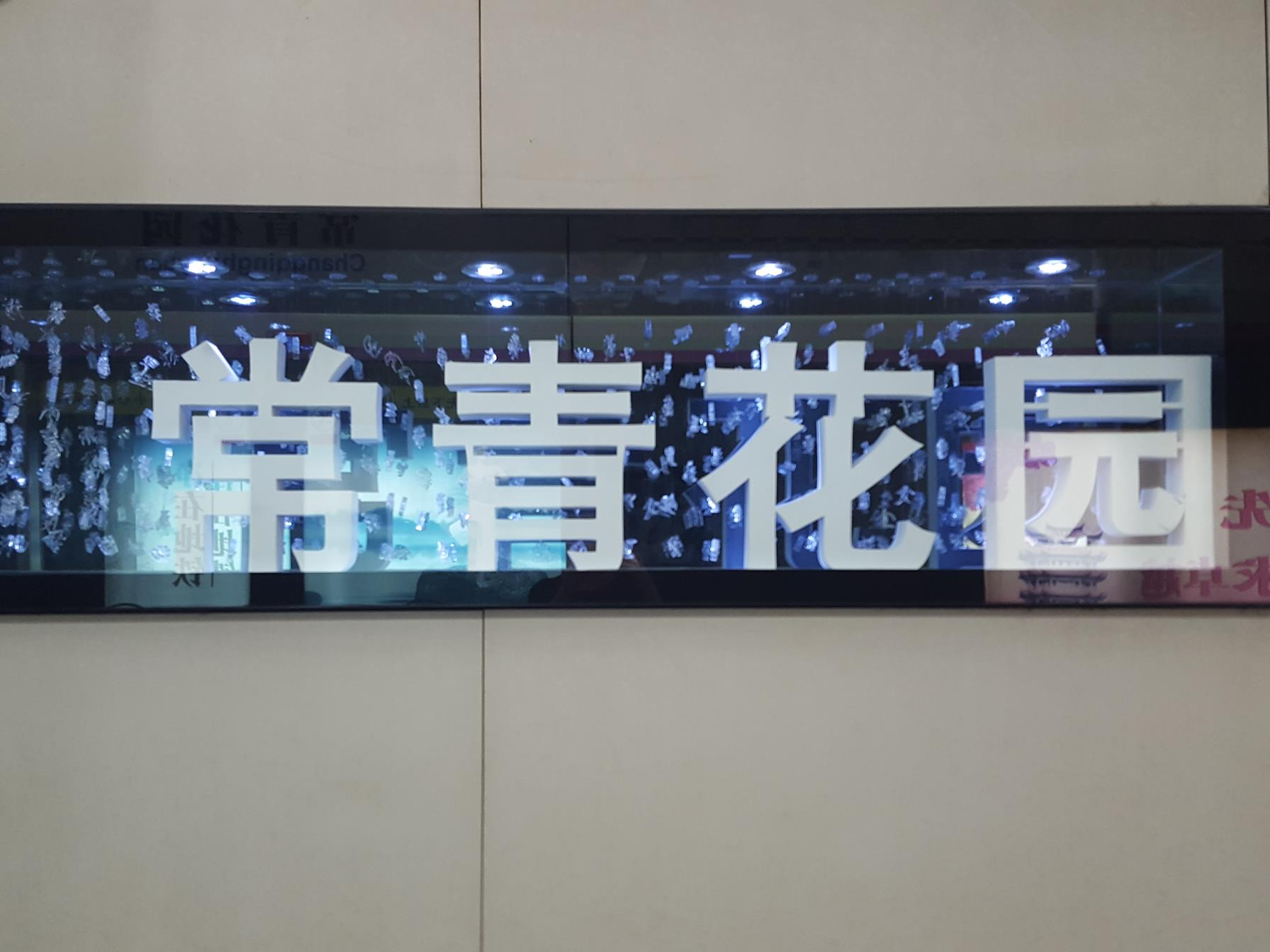
2號線立體站名
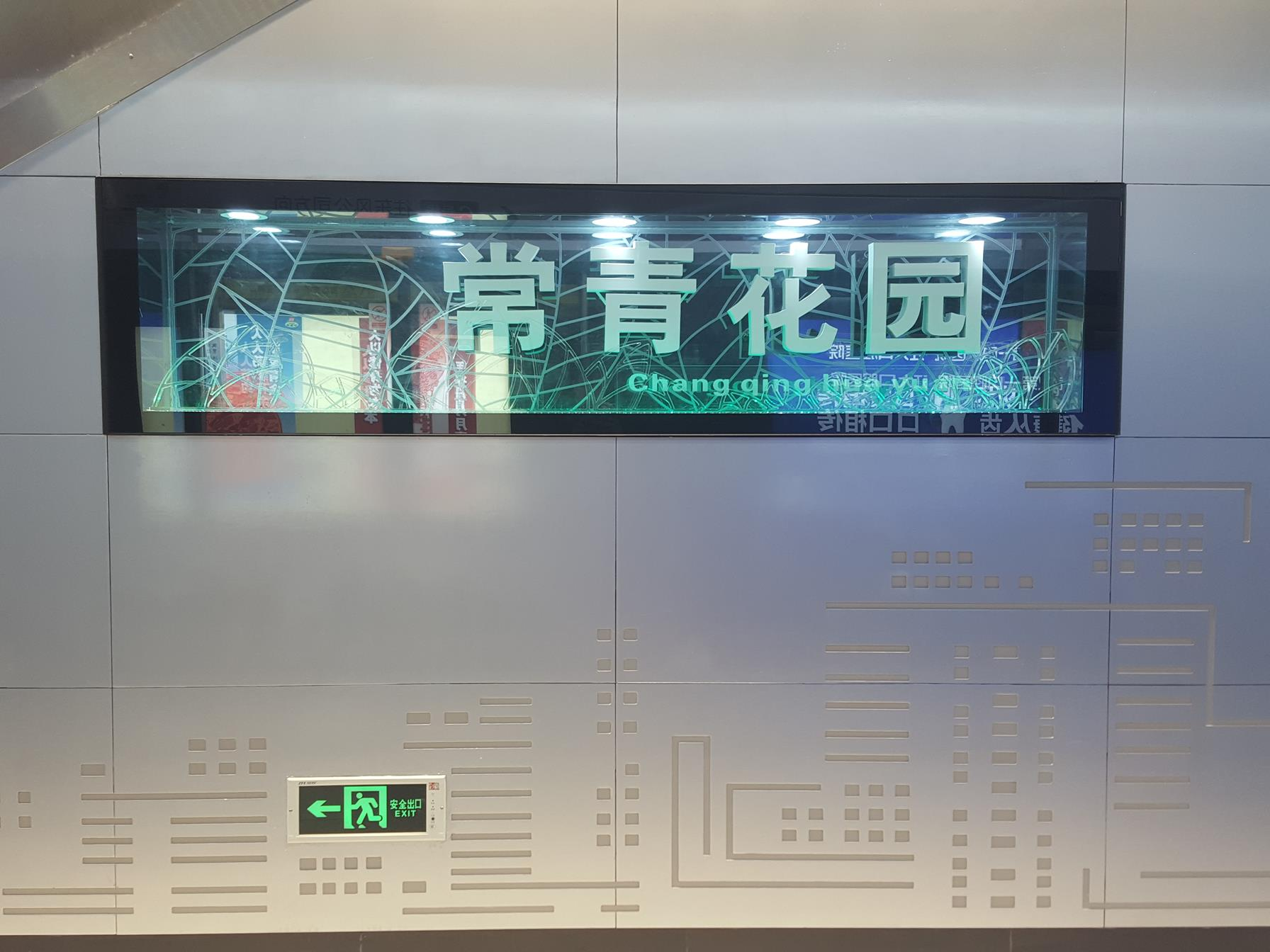
6號線立體站名

| 地面      |                                   | 地鐵出入口                                                            |  |
| 地面      | 2號線 站廳層                      | 售票機、客服中心、武漢通充值、洗手間（付費區）、6號線换乘通道、出入口 |  |
| 地下 一層 |                                   | █ 2号线列車往天河机场（金銀潭站）                                     |  |
| 地下 一層 | 島式月台，左邊車門將會開啟        |                                                                       |  |
| 地下 一層 | █ 2号线列車往佛祖嶺（長港路站）   |                                                                       |  |
| 地下 一層 | 6號線 站廳層                      | 售票機、客服中心、武漢通充值、洗手間、2號線换乘通道                   |  |
| 地下 二層 |                                   | 設備層                                                                |  |
| 地下 三層 |                                   | █ 6号线列車往新城十一路（輕工大學站）                                 |  |
| 地下 三層 | 島式月台，左邊車門將會開啟        |                                                                       |  |
| 地下 三層 | █ 6号线列車往東風公司（楊汊湖站） |                                                                       |  |

- 藝術櫥窗
- 2號線立體站名
- 6號線立體站名

### 車站出口
|                                                 | | |
|                                                 | | |
| 出口編號                                        | 設施                                                                                               | 建議前往的目的地                                                                                                 |
| A₁                                              | | 常青花園中路 常青花園中心公園、常青花園老年大學、匯合城                                                          |
| A₂                                              | 常青花園中路 常青花園中心公園、常青花園老年大學、匯合城、K11藝術村                                 | |
| B₁                                              | | 常青花園中路 常青花園派出所、常青中央商業街、新世界常青1/2中心、常青花園十一小區、常青花園十四小區、武漢輕工大學 |
| B₂                                              | 常青花園中路 常青花園派出所、常青中央商業街、新世界常青1/2中心、常青花園十一小區、常青花園十四小區 | |
| B₃                                              | 常青花園中路 常青花園派出所、常青中央商業街、新世界常青1/2中心、常青花園十一小區、常青花園十四小區 | |
| C                                               | | 常青花園中路 武漢輕工大學、常青花園派出所、新世界常青1/2中心                                                     |
| D                                               | | 常青花園中路 公園南路、常青花園派出所、武漢市常青第一學校、武漢輕工大學醫學院、常青花園十四小區                  |
| E                                               | | 常青花園中路 公園環路、常青花園中心公園、常青花園老年大學、常青花園十一小區、武漢常青醫院                        |
| F                                               | | 常青花園中路 常青花園中心公園、常青中央商業街                                                                    |
| 注： 設有升降機 \| 設有輪椅升降台 \| 設有洗手間 | | |

## 运营信息
- 2号线首末班车时间
- 6号线首末班车时间

## 邻近地区
常青花园、常青花园中心公园、武漢K11藝術村、武汉常青医院等。

## 事故
2011年11月20日上午，2号线常青花园站左线上方在吊装轨道时，发生吊车侧翻事故。吊车司机死亡，地面一指挥人员腿部受伤。伤者立即被送医院抢救，无生命危险。

### 内部链接
- 武汉地铁车站列表